# Paepalanthus variabilis
Paepalanthus variabilis är en gräsväxtart som beskrevs av Silveira. Paepalanthus variabilis ingår i släktet Paepalanthus och familjen Eriocaulaceae. Inga underarter finns listade i Catalogue of Life.